# Biała Rawska
Biała Rawska é um município da Polônia, na voivodia de Łódź e no condado de Rawa. Estende-se por uma área de 9,62 km², com 3 206 habitantes, segundo os censos de 2017, com uma densidade de 337,0  hab/km².